# Turaida
Turaida (en allemand : Thoraida ou Treyden) est un village de la commune de Sigulda, dans le novads de Sigulda, en Lettonie. Il est célèbre pour son château fort en briques, ainsi que pour la grotte Gutmanis et de sa légende historique de la Rose de Turaida. 

## Étymologie
"Turaida" signifie en livonien « le jardin de Thor ».

## Géographie

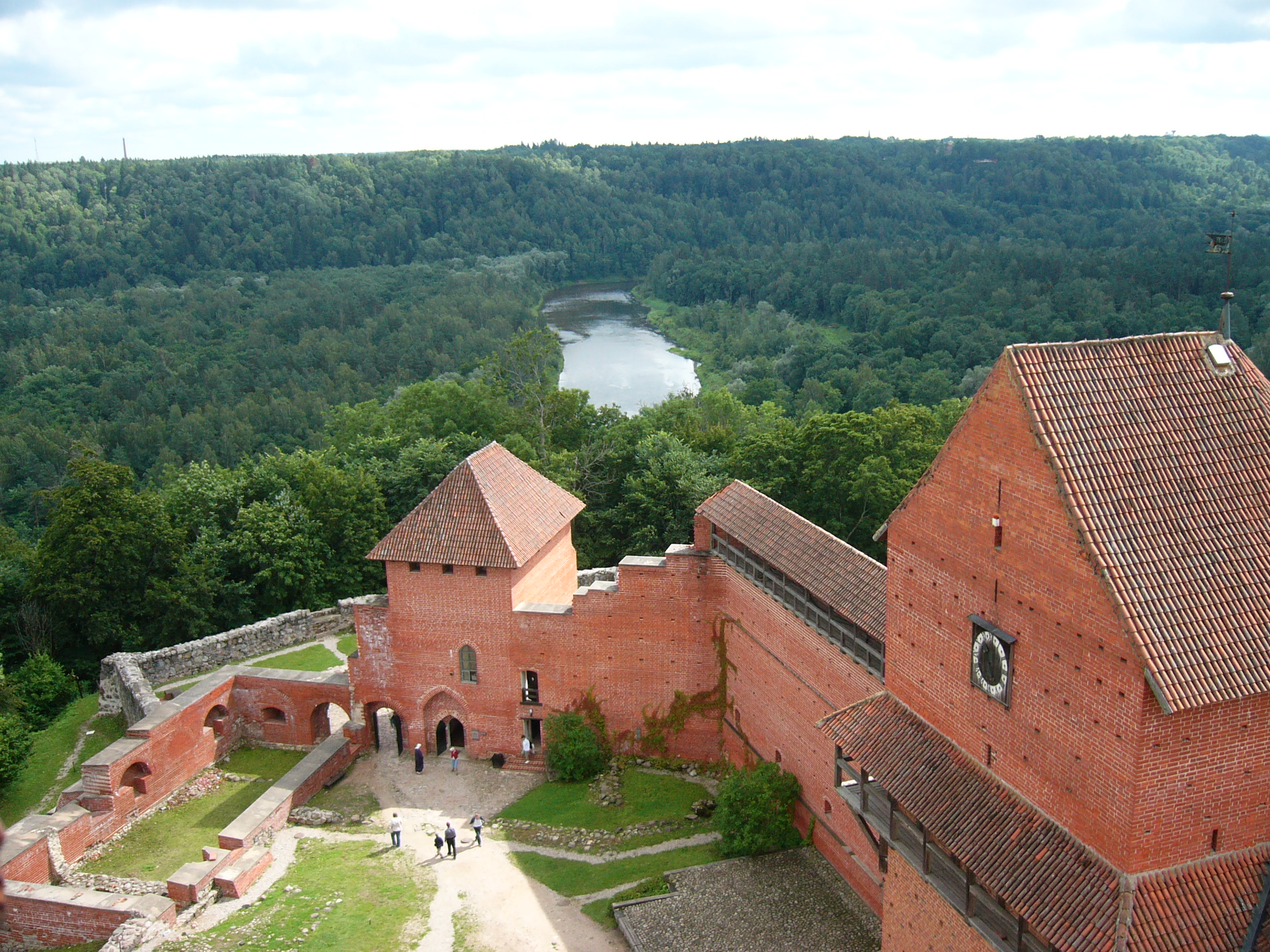
Vue plongeante du château de Turaida.

Le village et son château s'élèvent sur la rive droite de la Gauja, au sein du parc national de Gauja, en face de la ville de Sigulda. 

## Histoire
C'était à Turaida où le missionnaire Théodoric a commencé à christianiser la population païenne des Lives vers 1191. Pendant la croisade livonienne, le château de Turaida a été construit en 1214 à l'instigation d'Albert de Buxhoeveden, évêque de Riga. Situé sur la rive raide de la Gauja, sur le site d'un ancien fort du chef livonien Caupo, il surveille la frontière des possessions de l'archévêché de Riga avec les terres des chevaliers Porte-Glaive (le futur ordre de Livonie) s'étendant le long de la rive gauche. Pendant des siècles, il est resté le théâtre de conflits internes au sein de la Confédération livonienne.
Au cours de la guerre de Livonie, après la sécularisation de la Confédération selon le traité de Vilnius conclu en 1561, Turaida est incoproré dans le duché de Livonie, vassal du grand-duché de Lituanie puis de la république des Deux Nations. Durant les guerres suédo-polonaises, le château a été le terrain des conflits violents, et après la grande guerre du Nord, en 1721, le domaine faisait partie du gouvernement de Riga au sein de l'Empire russe. Endommagé par un incendie en 1776, le château tomba en ruine. Les travaux de restauration débutèrent dans les années 1970 et le château constitue de nos jours un des centres d'intérêt majeurs du parc national de Gauja. 

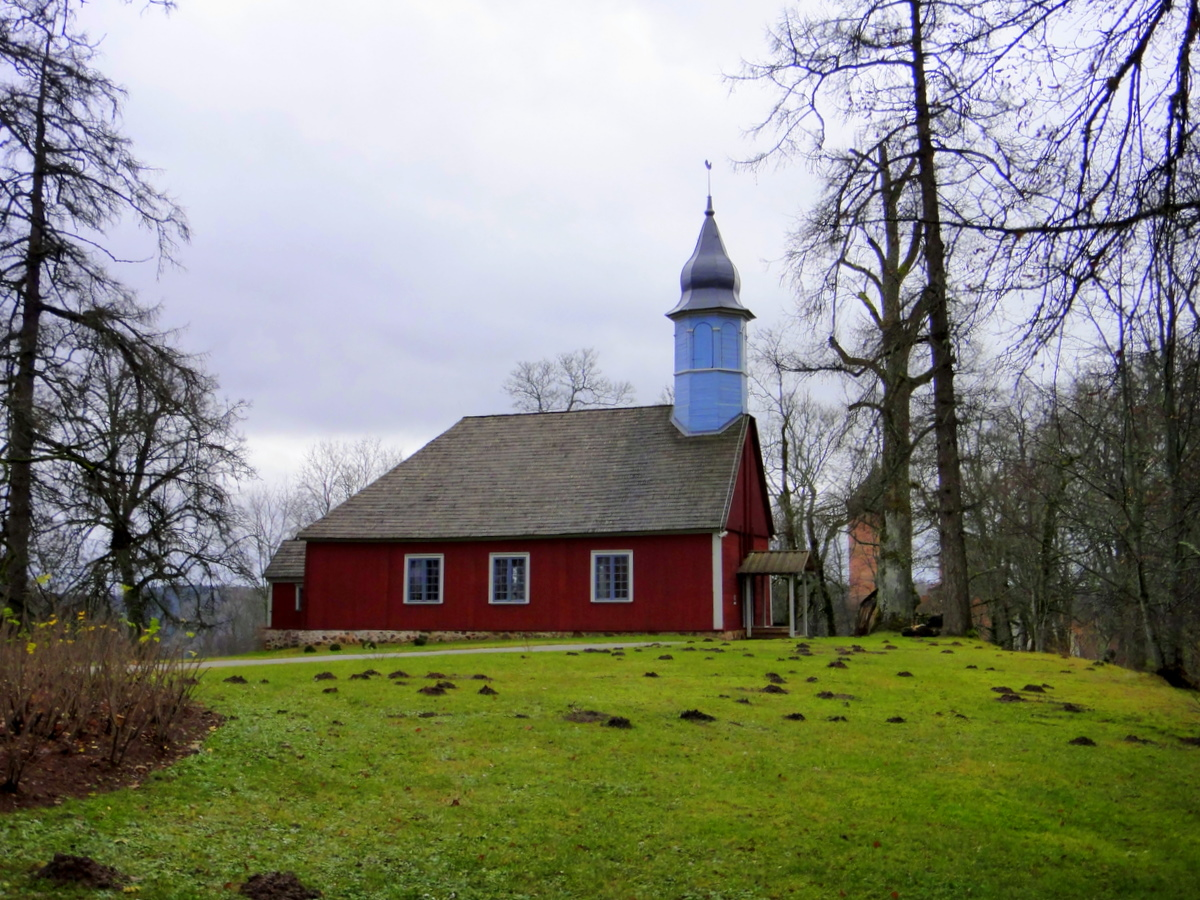
Église luthérienne.

L'église de Turaida est l'une des plus vieilles églises en bois du pays.